# Mount Boman
Mount Boman är ett berg i Antarktis. Det ligger i Östantarktis. Nya Zeeland gör anspråk på området. Toppen på Mount Boman är 1 633 meter över havet, eller 919 meter över den omgivande terrängen. Bredden vid basen är 4,6 km.
Terrängen runt Mount Boman är kuperad åt nordost, men åt sydväst är den bergig. Trakten är obefolkad. Det finns inga samhällen i närheten. 